# Мурино
Мурино (на сръбски: Мурино) е село в Черна гора, община Плав. Намира са в горното Полимие на разклона от пътя Андриевица - Плав, за Чакор.
Населението на селото през 2003 година е 545 души, предимно етнически сърби.
Мурино става известно с това, че на 30 април 1999 г., при бомбардировките на Югославия от НАТО са убити три деца и е разрушен селския мост над река Лим.
|  | Тази страница частично или изцяло представлява превод на страницата „Мурино“ в Уикипедия на сръбски. Оригиналният текст, както и този превод, са защитени от Лиценза „Криейтив Комънс – Признание – Споделяне на споделеното“, а за съдържание, създадено преди юни 2009 година – от Лиценза за свободна документация на ГНУ. Прегледайте историята на редакциите на оригиналната страница, както и на преводната страница, за да видите списъка на съавторите. ВАЖНО: Този шаблон се отнася единствено до авторските права върху съдържанието на статията. Добавянето му не отменя изискването да се посочват конкретни източници на твърденията, които да бъдат благонадеждни. |